# Il segreto della casa Balfame
Il segreto della casa Balfame (Mrs. Balfame) è un film muto del 1917 diretto da Frank Powell.
Tratto dal romanzo di Gertrude Atherton, il film è uscito nelle sale in 9 aprile 1917.